# IO Большой Медведицы
IO Большой Медведицы (лат. IO Ursae Majoris), HD 115268 — двойная затменная переменная звезда типа Алголя (EA) в созвездии Большой Медведицы на расстоянии приблизительно 900 световых лет (около 276 парсеков) от Солнца. Видимая звёздная величина звезды — от +8,79m до +8,19m.

## Характеристики
Первый компонент — белая звезда спектрального класса A3.